# 莫塞莱环形山
莫塞莱环形山(Moseley)是月球正面西侧边缘上一座古老的大型撞击坑，位于爱因斯坦环形山西北边缘附近。该陨坑形成于前酒海纪，以英国天文学家亨利·格温·杰弗里斯·莫塞莱(1887年-1915年)之名命名，1964年被国际天文联合会批准接受。

## 描述
该陨坑西邻贝尔环形山、北靠巴特尔斯环形山、东接巴尔沃亚环形山、爱因斯坦环形山位于它的东南偏南、西南则是米斯环形山。陨坑中心月面坐标为20°57′N 90°12′W / 20.95°N 90.2°W，直径88.9公里，
深度3110米。
由于受后期的撞击，该陨坑的外侧壁已被磨损和侵蚀，原始边缘只剩一小部分仍较完整，整体呈环坑底的一圈不规则山脊。西南部外，坑内地表相对平坦且无特色，分布着一些小陨坑的痕迹，东部有一座带有高反照率的小杯形撞击坑，陨坑内部容积7558.36公里³。
由于所处位置的缘故，从地球上无法看清它更多的细节。受月球振动的影响，有时它也会从视线中消失。

## 卫星陨石坑
按照惯例，最靠近莫塞莱环形山的卫星坑在月图上以字母标注在该坑中心点的旁边。

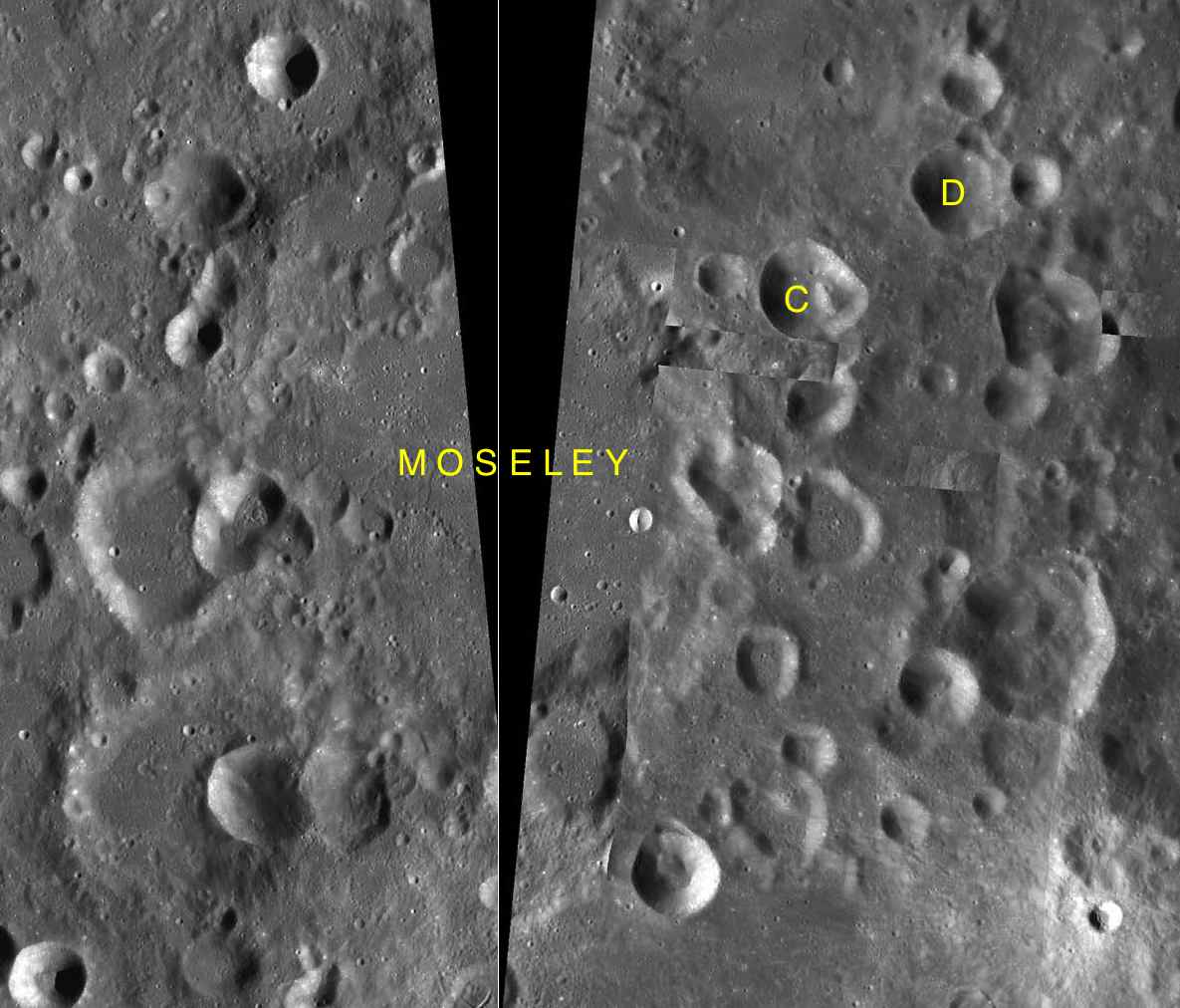
LAC-37、LAC-54拼接图.

| 莫塞莱 | 月面坐标                          | 直径, 公里 |
| ------ | --------------------------------- | ---------- |
| C      | 22°13′N 88°31′W / 22.21°N 88.52°W | 18,9       |
| D      | 22°52′N 87°39′W / 22.87°N 87.65°W | 17,5       |